# 3883, chemin Saint-Joseph
Le 3883, chemin Saint-Joseph est une maison située dans l'arrondissement de La Baie de la ville de Saguenay au Québec (Canada). Elle a été citée immeuble patrimonial par la ville de La Baie en 1991.

## Histoire
La maison du 3883, chemin Saint-Joseph a été construite vers 1864. La galerie en façade a vraisemblablement été ajouté ultérieurement à la maison. Elle a été citée immeuble patrimonial par la ville de La Baie le 4 mars 1991.

## Architecture
Le 3883, chemin Saint-Joseph a un plan carré simple avec une élévation d'un étage et demi. Son toit est à deux versants à larmiers retroussés et recouvert de tôle. Son revêtement extérieur a un revêtement est en planche horizontale. Les ouvertures sont disposées de façon symétrique. Les fenêtres sont à battant et ont de grands carreaux et la porte centrale est aussi à carreaux. Elle a une galerie qui s'étend sur toute la façade de la maison.
Son style vernaculaire est représentatif des maisons construites dans la région au cours de la seconde moitié du XIXe siècle et du début du XXe siècle.